# 六甲バター
六甲バター株式会社（ろっこうバター、英: ROKKO BUTTER CO., LTD.）は、兵庫県神戸市中央区坂口通に本社を置く、チーズおよび乳製品などの製造・販売をおこなう会社である。みどり会の会員企業であり三和グループに属している。
Q・B・B（キュービービー）ブランドのチーズで知られる。チーズ専業ブランドとしては国内トップシェアを持つ。

## 会社概要
1948年（昭和23年）に神戸で平和油脂工業として設立された。主にマーガリンを製造していたが、1958年（昭和33年）にオーストラリアクイーンズランド州から輸入した原料チーズでプロセスチーズを製造し、これが全国に販売されると、その名を知られるようになる。
1960年（昭和35年）には魚肉ソーセージにヒントを得た世界初の個別包装のスティックチーズを発売、1971年（昭和46年）には日本初の個別包装のスライスチーズを発売し、メーカーの中では小口化された商品の企画ならびに販売を行う会社として知られている。また翌年1972年にはベビーチーズを発売、プレーン以外の種類も増え、今なお売れ続けるロングセラー商品になっている。
1988年（昭和63年）には、チーズフォンデュを家庭で手軽に楽しめるように、「ふぉんじゅ亭」を発売。頻繁には見かけられないが、こちらも息の長い商品となっている。さらに同年、デザートへも乗り出し、ベイクドチーズケーキを発売。1990年（平成2年）以降、乳業国として知られるスイスの名門チョコレートメーカー、リンツチョコレートの国内総代理店を担当している。
社名に「バター」と付いているが、バターを自社で生産したことは会社創業以来、まったくない。かつては、委託生産品の販売のみを行なっていた。ただしマーガリンは生産している（現在は業務用のみ）。自社で生産売上比率で多いのはチーズで、2011年（平成23年）で94.9%を占めており、ほぼチーズ専門メーカーとなっている。自社ブランドのほか、大手スーパーマーケットなどのプライベートブランド製品の生産も手掛けている。学校給食での採用も多い。

## 沿革
- 1948年（昭和23年）12月 - 平和油脂工業株式会社として創立。
- 1954年（昭和29年）7月 - 六甲バター株式会社と社名を変更。
- 1958年（昭和33年）11月 - オーストラリアから輸入した原料チーズで、プロセスチーズを生産、Q・B・Bブランドで日本全国に発売開始。
- 1959年（昭和34年）11月 - 三菱商事と取引が成立、当社チーズの販売網拡大。
- 1960年（昭和35年）10月 - 世界で最初のスティックチーズを開発、発売。
- 1961年（昭和36年）4月 - プロセスチーズ製造のため明石工場[注釈 3]を新設。
- 1963年（昭和38年）5月 - 大阪証券取引所第2部に上場。
- 1965年（昭和40年）2月 - 東京都中央区日本橋に社屋を新築し、東京支店を開設。
- 1966年（昭和41年）12月 - 兵庫県加古郡稲美町に稲美工場を新設。
- 1968年（昭和43年）
  - スティックチーズのキャラクターとして水兵をモチーフとしたマスコットキャラ「Qちゃん」を制定。
  - 9月 - 稲美工場増築工事完成。
- 1971年（昭和46年）12月 - 日本で最初にスライスチーズの新製品を発売。
- 1972年（昭和47年）3月 - Q・B・Bナッツでナッツ市場に参入。
- 1976年（昭和51年）10月 - 六甲フーズ株式会社を設立。
- 1982年（昭和57年）6月 - Q・B・Bレアチーズケーキを開発、発売。
- 1984年（昭和59年）3月 - チルドデザート製造のため、加西工場を新設。
- 1985年（昭和60年）3月 - 第24回モンドセレクションでレアチーズケーキ・スライスチーズ・ポコットチーズが金賞を受賞。
- 1988年（昭和63年）3月 - ベークドチーズケーキを開発、発売。
- 1989年（平成元年）
  - 5月 - 株式会社フロマージュ六甲を設立。
  - 12月 - スイスのリンツ&シュプルングリー社と日本における同社製チョコレート製品の輸入販売契約を締結。
- 1994年（平成6年）12月 - チーズ生産体制の強化をはかるため、長野工場（現長野県佐久市）を取得、操業開始。
- 1998年（平成10年）12月 - 創立50周年を迎える。
- 2000年（平成12年）11月 - ISO9001取得。
- 2001年（平成13年）8月 - ISO14001取得。
- 2008年（平成20年）
  - 1月 - デザート事業の休止を発表。
  - 3月 - 加西工場を休止。チーズ生産体制の強化をはかるため稲美工場に第5プラントを新設。
  - 6月 - 『ベビーチーズの日（6月第一日曜日）』を記念日として登録。
- 2010年（平成22年）4月 - 神戸市立六甲山牧場チーズ館のリニューアルに協力し六甲山Q・B・Bチーズ館としてオープン。
- 2011年（平成23年）7月 - 明石工場を休止。連結子会社の六甲フーズ株式会社事業休止（2012年5月清算結了）。
- 2012年（平成24年）12月 - 大阪証券取引所第1部に指定替え。
- 2013年（平成25年）7月 - 大阪証券取引所と東京証券取引所との現物株市場統合に伴い、東京証券取引所第1部に指定替え。
- 2016年（平成28年）3月 - 自己株式の取得に伴い、三菱商事がその他の関係会社でなくなる。
- 2019年（令和元年）5月 - マスコットキャラクター「Qちゃん」をthe rocket gold starデザインによる2代目に変更、赤い帽子と服装の男子のデザインとした。

## 広告
テレビCMが全国の民放テレビ局で放送されており、2009年頃より全国テレビ各局ネット番組などで不定期的にスポンサーとなっている。過去には、TBSテレビの『キズナ食堂』にスポンサードしていた。
関西地方のラジオ局ではラジオCMが放送されている。その内、FM802では金曜日の時報スポンサー（2025年現在は8時 - 10時・15時・17時）となっている。かつては、朝日放送（現：朝日放送ラジオ）の『ABCパワフルアフタヌーン』内「ABCニュース」のスポンサーになっていた。